# Safo inspirada por el Amor
Safo inspirada por el Amor es una pintura al óleo sobre lienzo de 1775 de Angelica Kauffman. Forma parte de los fondos del Museo de Arte John y Mable Ringling en Florida, tras haber estado en la colección de John Ringling.
Se muestra a la poetisa Safo sosteniendo un pergamino con la inscripción  ἔλθε μοι καὶ νῦν, χαλέπαν δὲ λῦσον ἐκ μερίμναν λῦσον ἐκ μερίμναν  (vuelve, pues, y sálvame de un dolor insoportable), las primeras líneas de la última estrofa de su Oda a Afrodita  en la edición de Joseph Addison de 1735.
Una segunda versión que muestra a Safo como una mujer adulta es un pendant (o pareja) de la obra Ariadna abandonada por Teseo; ambas se terminaron probablemente al mismo tiempo que la obra del Museo de Arte John y Mable Ringling. Fue expuesta con el título Madre e hijo como Venus y Cupido en la exposición de la Sociedad Libre de Artistas de 1783 en Londres y (a diferencia de la obra del museo de Florida) tiene un fondo de paisaje rocoso con un volcán que recuerda al de Safo da a Anacreonte una pluma del ala de Cupido del futuro marido de Kauffman, Antonio Zucchi.
Al ser exhibida en la Exposición estival de la Royal Academy de 1775, Safo inspirada por el Amor se tituló simplemente Safo, aunque desde una fecha desconocida hasta 1971 fue titulada Mujer como Venus con Cupido y Virgen con el Niño. Probablemente fue adquirido por John Baker Holroyd, permaneciendo en su familia hasta que fue vendido en Christie's en 1928.